# Hockey World League 2016-17
De Hockey World League 2016-17 is de derde editie van de Hockey World League en wordt gehouden in 2016 en 2017 in de aanloop naar  het wereldkampioenschap voor mannen in Bhubaneswar en het wereldkampioenschap voor vrouwen in Londen, beide in 2018.

## Mannen
Het mannentoernooi begon in april 2016. In de eerste ronde werd op acht locaties gespeeld, de tweede ronde op drie locaties. De halve finales, waarin de tickets voor het wereldkampioenschap worden vergeven, werden gespeeld in Engeland en Zuid-Afrika in juni en juli 2017. De finale wordt in december 2017 gespeeld in India.

## Vrouwen
Het vrouwentoernooi begon in juli 2014. In de eerste ronde werd op zeven locaties gespeeld, in de tweede ronde op drie locaties. De halve finales, waarin de tickets voor het wereldkampioenschap worden vergeven, werden gespeeld in België en Zuid-Afrika in juni en juli 2017. De finale wordt in november 2017 gespeeld in Nieuw-Zeeland.
2012-13 (mannen/vrouwen) · 2014-15 (mannen/vrouwen) · 2016-17 (mannen/vrouwen)
Mannen:
ronde 1 ·
ronde 2 ·
halve finale ·
finale
Vrouwen:
ronde 1 ·
ronde 2 ·
halve finale ·
finale